# Cardinalis (oiseaux)
Pour les articles homonymes, voir Cardinalis.
Genre
Cardinalis est un genre de passereaux de la famille des Cardinalidae.

## Liste d'espèces
D'après la classification de référence (version 2.2, 2009) du Congrès ornithologique international (ordre phylogénique) :
- Cardinalis cardinalis – Cardinal rouge
- Cardinalis phoeniceus – Cardinal vermillon
- Cardinalis sinuatus – Cardinal pyrrhuloxia